# Aleksandar Kirow
Aleksandar Kirilow Kirow (bulgarisch Александър Кирилов Киров; * 25. Oktober 1990 in Sofia) ist ein ehemaliger bulgarischer Fußballspieler.

## Karriere
Kirow kommt aus der Jugend von Lewski Sofia und machte 2007 in einem A Grupa Spiel sein Debüt für Lewski. Ab der Saison 2007/08 konnte der Verein mit Kirow 2009 die Meisterschaft und den Supercup gewinnen. Im Januar 2010 wechselte er leihweise zu Lokomotive Mesdra und kehrte am Saisonende nach Sofia zurück. Im Sommer 2011 verließ er Lewski und schloss sich dem FC Tschernomorez Burgas an. In der Saison 2011/12 verpasste er mit seiner Mannschaft die Qualifikation zur Europa League. Anfang 2013 wechselte er zum FK Spartak Plewen in die B Grupa. Im Sommer 2013 verpflichtete ihn Ligakonkurrent FC Botew Wraza. Anfang 2014 schloss er sich PFK Montana an, wo er bis Ende 2015 spielte. Mit dem Verein erreichte er am Ende der Saison 2014/15 den Aufstieg. Im Januar 2016 wurde sein Vertrag aufgelöst.
Auf Anraten des kurz zuvor dort spielenden Genadi Petrow wurde der Offensivakteur Anfang des Jahres 2017 nach Oberösterreich zum FC Andorf mit Spielbetrieb in der fünftklassigen Landesliga West geholt. Im Sommer 2017 kehrte er nach Bulgarien zurück, wo er bei Lok Gorna Orjachowiza in der B Grupa anheuerte. Mit dem Aufsteiger erreichte er in der Saison 2017/18 den Klassenerhalt. Ab März 2018 spielte er wieder für Spartak Plewen und verließ den Verein im Sommer 2018 wieder, um sich dem FK Germaneya Saparewa Banja anschloss. Dort war er in weiterer Folge vier Spielzeiten lang aktiv und beendete mit Saisonende 2021/22 mit 31 Jahren seine Karriere als AKtiver.
Aleksandar Kirow spielte außerdem für die bulgarischen U-19- und U-21-Auswahlen.

## Erfolge
- Bulgarischer Meister: 2009
- Bulgarischer Supercupsieger: 2009